# ハートのIgnition
「ハートのIgnition」（ハートのイグニション）は、福永恵規の楽曲で、2枚目のシングル。1986年10月1日にキャニオン・レコードから発売。

## 解説
表題曲は、自身がレギュラー出演したフジテレビ系ドラマ『スケバン刑事III 少女忍法帖伝奇』の主題歌に起用された。
本作の当初の発売日は9月28日で、告知ポスターやジャケット下部には9月28日発売表示が記されていたが、程なく諸事情で現在の10月1日に変更された。その際発売日を変えた告知ポスターやジャケットは作られていない。

## 収録曲
- 全作詞：秋元康

1. ハートのIgnition (4:02)
作曲：伊藤銀次　編曲：大村雅朗
2. 雨のバラ (4:00)
作曲・編曲：後藤次利

## 収録アルバム
オリジナル
- 『SPLASH』 (#1)
  - アルバムバージョン。

ベスト
- 『福永恵規ベスト』 (#1,2)
- 『MYこれ!クション 福永恵規BEST』 (#1,2)
  - どちらもリマスタリングされている。
- 『家宝』 (#1)

コンピレーション
- 『おニャン子クラブA面コレクション Vol.3』 (#1)
- 『おニャン子クラブB面コレクション Vol.3』 (#2)

## カバー
- 後藤輝基（2022年）